# Сєльхозтехніка (селище)
Сєльхозтехніка (рос. Сельхозтехника) — селище Бокситогорського району Ленінградської області Росії. Входить до складу Борського сільського поселення.
Населення — 509 осіб (2012 рік). 